# Phân lớp Cá mang tấm
Phân lớp Cá mang tấm (danh pháp khoa học: Elasmobranchii) là một phân lớp của cá sụn (Chondrichthyes) bao gồm nhiều loại cá có tên gọi chung là cá đuối, cá đao và cá mập.

## Tiến hóa
Răng cá mập hóa thạch được biết đến từ thời kỳ Tiền Devon, khoảng 400 triệu năm trước. Trong kỷ Than đá tiếp theo, cá mập đã trải qua một thời kỳ đa dạng hóa, với nhiều dạng khác đã tiến hóa. Nhiều loài trong số này đã bị tuyệt chủng trong kỷ Permi, nhưng các dạng cá mập còn sống sót đã lại trải qua một giai đoạn bùng nổ thứ hai trong sự phân tỏa thích nghi trong kỷ Jura, và trong khoảng thời gian này thì các loài cá đuối đã lần đầu tiên xuất hiện. Nhiều bộ còn sinh tồn của Elasmobranchii có niên đại tới tận kỷ Creta hoặc sớm hơn

## Miêu tả
Elasmobranchii là một trong hai phân lớp chứa các loài cá sụn thuộc lớp Chondrichthyes, phân lớp còn lại là Holocephali (cá toàn đầu hay cá mập ma). Để có các điểm phân biệt giữa Elasmobranchii và Holocephali, xem các bài này. Phân loại này bao gồm cả cá mập trắng lớn và loài đã tuyệt chủng là cá mập răng lớn (Carcharodon megalodon).
Các thành viên của phân lớp Elasmobranchii không có bong bóng, với từ 5 tới 7 cặp mang mở độc lập ra phía ngoài, các vây lưng cứng và vảy nhỏ. Răng mọc thành nhiều hàng; hàm trên không hợp nhất với hộp sọ, còn hàm dưới có khớp với hàm trên. Mắt có tapetum lucidum. Rìa bên trong của mỗi vây chậu ở cá đực có đường xoi để tạo thành mấu bám nhằm vận chuyển tinh trùng khi giao cấu. Chúng phân bố rộng khắp các vùng nước nhiệt đới và ôn đới.

## Phân loại
Fishes of the World năm 2006 của Nelson phân chia phân lớp này như sau:
- Phân lớp Elasmobranchii
  - †Plesioselachus
  - †Bộ Squatinactiformes
  - †Bộ Protacrodontiformes
  - †Phân thứ lớp Cladoselachimorpha
    - †Bộ Cladoselachiformes

  - †Phân thứ lớp Xenacanthimorpha
    - †Bộ Xenacanthiformes

  - Phân thứ lớp Euselachii (cá mập và cá đuối)
    - †Bộ Ctenacanthiformes
    - †Tiểu lớp Hybodonta
      - †Bộ Hybodontiformes

    - Tiểu lớp Neoselachii
      - Đại bộ Selachii (cá mập/cá nhám hiện đại)
        - Liên bộ Galeomorphi
          - Bộ Heterodontiformes (cá nhám đầu bò, cá nhám hổ)
          - Bộ Orectolobiformes (cá nhám thảm)
          - Bộ Lamniformes (cá nhám thu, cá nhám chuột)
          - Bộ Carcharhiniformes (cá mập)

        - Liên bộ Squalomorphi
          - Bộ Hexanchiformes (cá nhám sáu mang)
          - Bộ Squaliformes (cá nhám góc)
          - †Bộ Protospinaciformes
          - Bộ Squatiniformes (cá nhám dẹp)
          - Bộ Pristiophoriformes (cá nhám cưa)

      - Đại bộ Batoidea (cá đuối)
        -           - Bộ Torpediniformes (cá đuối điện)
          - Bộ Pristiformes (cá đao)
          - Bộ Rajiformes (cá đuối)
          - Bộ Myliobatiformes (cá đuối ó)

Các nghiên cứu phân tử gần đây gợi ý rằng Batoidea khong phải là các loài selachii phái sinh như suy nghĩ trước đây. Thay vì thế, các dạng cá đuối là một liên bộ đơn ngành trong phạm vi Elasmobranchii chia sẻ cùng một tổ tiên chung với Selachii.